# Warren County (Iowa)
Das Warren County ist ein County im US-amerikanischen Bundesstaat Iowa. Im Jahr 2020 hatte das County 52.403 Einwohner und eine Bevölkerungsdichte von 35,3 Einwohnern pro Quadratkilometer. Der Verwaltungssitz (County Seat) ist Indianola, benannt nach Indianola in Texas.
Das Warren County ist Bestandteil der Metropolregion um die Stadt Des Moines.

## Geografie
Das County liegt im mittleren Süden von Iowa im südlichen Vorortbereich der Hauptstadt Des Moines. Es hat eine Fläche von 1485 Quadratkilometern, wovon vier Quadratkilometer Wasserfläche sind. An das Warren County grenzen folgende Nachbarcountys:
| Dallas County  | Polk County |               |
| Madison County |             | Marion County |
| Clarke County  |             | Lucas County  |

## Geschichte

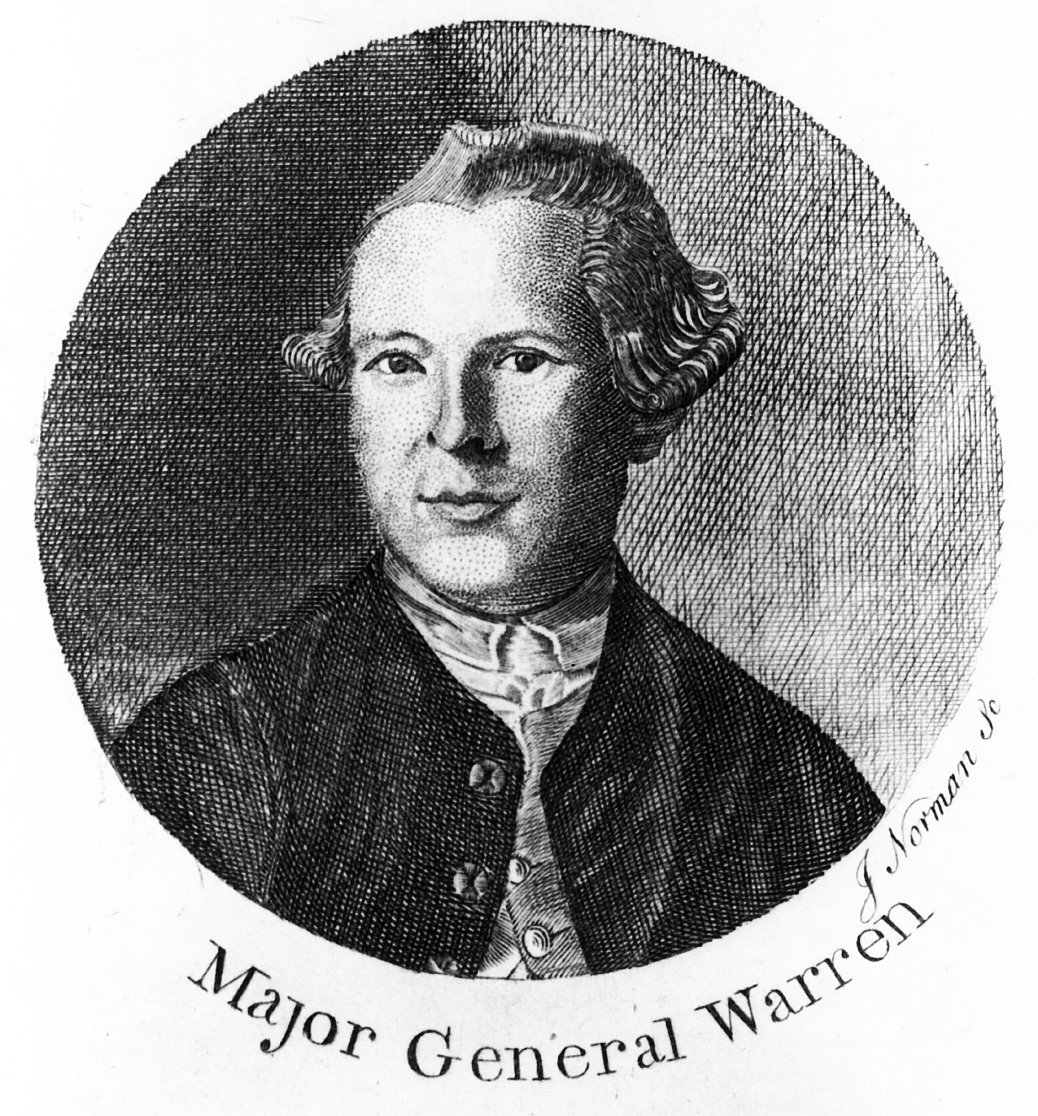
Joseph Warren

Das Warren County wurde 1846 aus ehemaligen Teilen des Polk County gebildet. Benannt wurde es nach Joseph Warren (1741–1775), einem General, der im Amerikanischen Unabhängigkeitskrieg fiel.

## Bevölkerung
Nach der Volkszählung im Jahr 2010 lebten im Warren County 46.225 Menschen in 17.008 Haushalten. Die Bevölkerungsdichte betrug 31,2 Einwohner pro Quadratkilometer. In den 17.008 Haushalten lebten statistisch je 2,57 Personen.
Ethnisch betrachtet setzte sich die Bevölkerung zusammen aus 97,1 Prozent Weißen, 0,5 Prozent Afroamerikanern, 0,2 Prozent amerikanischen Ureinwohnern, 0,5 Prozent Asiaten sowie aus anderen ethnischen Gruppen; 1,2 Prozent stammten von zwei oder mehr Ethnien ab. Unabhängig von der ethnischen Zugehörigkeit waren 1,9 Prozent der Bevölkerung spanischer oder lateinamerikanischer Abstammung.
26,0 Prozent der Bevölkerung waren unter 18 Jahre alt, 60,7 Prozent waren zwischen 18 und 64 und 13,3 Prozent waren 65 Jahre oder älter. 51,3 Prozent der Bevölkerung war weiblich.

Das jährliche Durchschnittseinkommen eines Haushalts lag bei 62.034 USD. Das Prokopfeinkommen betrug 28.798 USD. 7 Prozent der Einwohner lebten unterhalb der Armutsgrenze.

## Ortschaften im Warren County
Citys
- Ackworth
- Bevington1
- Carlisle2
- Cumming
- Des Moines3
- Hartford
- Indianola
- Lacona
- Martensdale
- Milo
- New Virginia
- Norwalk2
- Sandyville
- Spring Hill
- St. Marys
- West Des Moines3

Unincorporated Communities
- Avon
- Avon Lake
- Churchville
- Cool
- Jamison
- Lakewood
- Liberty
- Liberty Center
- Medora
- Newbern
- Orillia
- Palmyra
- Prole
- Scotch Ridge
- Summerset

1 – teilweise im Madison County

2 – teilweise im Polk County

3 – teilweise im Dallas und im Polk County

## Gliederung
Das Warren County ist in 16 Townships eingeteilt:
| Township            | Einwohner (2010) | FIPS     |
| ------------------- | ---------------- | -------- |
| Allen Township      | 4280             | 19-90045 |
| Belmont Township    | 957              | 19-90189 |
| Greenfield Township | 6407             | 19-91764 |
| Jackson Township    | 876              | 19-92169 |
| Jefferson Township  | 1760             | 19-92262 |
| Liberty Township    | 486              | 19-92493 |
| Lincoln Township    | 2343             | 19-92625 |
| Linn Township       | 7616             | 19-92652 |

| Township              | Einwohner (2010) | FIPS     |
| --------------------- | ---------------- | -------- |
| Otter Township        | 1042             | 19-93228 |
| Palmyra Township      | 559              | 19-93264 |
| Richland Township     | 1260             | 19-93624 |
| Squaw Township        | 672              | 19-93999 |
| Union Township        | 496              | 19-94278 |
| Virginia Township     | 1051             | 19-94371 |
| White Breast Township | 711              | 19-94716 |
| White Oak Township    | 927              | 19-94725 |

Die Stadt Indianola gehört keiner Township an.